# Dutch International 2011
Die Dutch International 2011 im Badminton fanden vom 21. bis zum 24. April 2011 in Wateringen statt. Das Preisgeld betrug 15.000 US-Dollar (BWF-Level 4). Der Referee war Barbara Fryer aus der Schweiz. Es war die 12. Austragung der Titelkämpfe.

## Austragungsort
- Velohal, Noordweg 26

## Sieger und Platzierte
| Disziplin    | Gold                                  | Silber                                     | Bronze                                |
| ------------ | ------------------------------------- | ------------------------------------------ | ------------------------------------- |
| Herreneinzel | Hans-Kristian Vittinghus              | Ville Lång                                 | Dieter Domke                          |
| Herreneinzel | Hans-Kristian Vittinghus              | Ville Lång                                 | Eric Pang                             |
| Dameneinzel  | Susan Egelstaff                       | Michelle Li                                | Anastasia Prokopenko                  |
| Dameneinzel  | Susan Egelstaff                       | Michelle Li                                | Patty Stolzenbach                     |
| Herrendoppel | Baptiste Carême Sylvain Grosjean      | Peter Käsbauer Josche Zurwonne             | Morten Bødskov Jakob Staael           |
| Herrendoppel | Baptiste Carême Sylvain Grosjean      | Peter Käsbauer Josche Zurwonne             | Ruud Bosch Koen Ridder                |
| Damendoppel  | Valeria Sorokina Nina Vislova         | Paulien van Dooremalen Lotte Jonathans     | Emelie Lennartsson Emma Wengberg      |
| Damendoppel  | Valeria Sorokina Nina Vislova         | Paulien van Dooremalen Lotte Jonathans     | Samantha Barning Iris Tabeling        |
| Mixed        | Aleksandr Nikolaenko Valeria Sorokina | Mikkel Delbo Larsen Mie Schjøtt-Kristensen | Anders Skaarup Rasmussen Anne Skelbæk |
| Mixed        | Aleksandr Nikolaenko Valeria Sorokina | Mikkel Delbo Larsen Mie Schjøtt-Kristensen | Mads Pieler Kolding Julie Houmann     |

## Finalergebnisse
| Disziplin    | Sieger                                | Finalist                                   | Ergebnis               |
| ------------ | ------------------------------------- | ------------------------------------------ | ---------------------- |
| Herreneinzel | Hans-Kristian Vittinghus              | Ville Lång                                 | 18-21, 21-15, 21-4     |
| Dameneinzel  | Susan Egelstaff                       | Michelle Li                                | 21-18, 13-21, 21-15    |
| Herrendoppel | Baptiste Carême Sylvain Grosjean      | Peter Käsbauer Josche Zurwonne             | 21-11, 19-21, 21-17    |
| Damendoppel  | Valeria Sorokina Nina Vislova         | Paulien van Dooremalen Lotte Jonathans     | 24-22, 21-12           |
| Mixed        | Aleksandr Nikolaenko Valeria Sorokina | Mikkel Delbo Larsen Mie Schjøtt-Kristensen | 13-21, 12-11 (Aufgabe) |